# Rade Šerbedžija
Rade Šerbedžija (Bunić, Yugoslavia, 27 de julio de 1946), también conocido como Rade Sherbedgia, es un actor y director croata de origen serbio. 

## Biografía
Fue uno de los más populares actores yugoslavos de las décadas de 1970 y 1980. En la actualidad, es internacionalmente conocido, principalmente por su papel como actor secundario en películas de Hollywood en las décadas de 1990 y de 2000. Recientemente, Šerbedžija destacó por su papel como el exgeneral Dmitri Gredenko del Ejército Rojo de la Unión Soviética en la serie de televisión 24. Tiene doble nacionalidad, tanto de Croacia como de Eslovenia, teniendo los pasaportes de ambos países.

## Filmografía (Selección)

### Películas
| Año  | Título                                             | Rol                          |
| ---- | -------------------------------------------------- | ---------------------------- |
| 1994 | Antes de la lluvia (Pred Dozdot)                   | Aleksander                   |
| 1996 | El lenguaje del amor                               | Ivan                         |
| 1997 | The Saint                                          | Ivan Tretiak                 |
| 1997 | La tregua                                          | Mardenou, el griego          |
| 1998 | Mighty Joe Young                                   | Andrei Strasser              |
| 1998 | Un amor en Praga                                   | Yiri                         |
| 1999 | Eyes Wide Shut                                     | Mr. Milich                   |
| 1999 | Stigmata                                           | Petrocelli                   |
| 2000 | Snatch                                             | Boris El navaja Yurinov      |
| 2000 | Misión: Imposible II                               | Dr. Nekhorvich               |
| 2000 | Space Cowboys                                      | General Vostow               |
| 2001 | Al sur del pacífico                                | Emile De Becque              |
| 2002 | The Quiet American                                 | Inspector Vigot              |
| 2004 | Eurotrip                                           | Tibor                        |
| 2005 | The Fog                                            | Captain Blake                |
| 2005 | Batman Begins                                      | Indigente                    |
| 2007 | Shooter                                            | Michailo Serbiak             |
| 2007 | Battle in Seattle                                  | Dr. Maric                    |
| 2008 | The Eye                                            | Simon McCullough (conductor) |
| 2008 | Quarantine                                         | Yuri Ivanov                  |
| 2008 | Fugitive Pieces                                    | Athos                        |
| 2009 | La red sexual                                      | Nikita Sokoloff              |
| 2010 | Harry Potter y las Reliquias de la Muerte: parte 1 | Gregorovitch                 |
| 2011 | Harry Potter y las Reliquias de la Muerte: parte 2 | Gregorovitch                 |
| 2011 | En tierra de sangre y miel                         | Nebojša Vukojević            |
| 2011 | La esperanza de una nueva vida                     | Bepi                         |
| 2011 | X-Men: primera generación                          | General Armivolkoff          |
| 2012 | Taken 2                                            | Murad                        |
| 2014 | The Legend of Hercules                             | Quirón                       |
| 2014 | Tekken 2: Kazuya's Revenge                         | El ministro                  |
| 2018 | Proud Mary                                         | Luka                         |
| 2024 | Air Force One Down                                 | TBA                          |

### Series
| Año       | Título  | Rol                  | Notas       |
| --------- | ------- | -------------------- | ----------- |
| 2005—2005 | Surface | Dr. Aleksander Cirko | 6 episodios |
| 2007—2007 | 24      | Dimitri Gredenko     | 8 episodios |

## Premios

### Satellite Awards[2]
| Año  | Categoría              | Película        | Resultado |
| ---- | ---------------------- | --------------- | --------- |
| 2008 | Mejor Actor de reparto | Fugitive Pieces | Candidato |